# Rajarhat
Rajarhat är ett underdistrikt i Bangladesh. Det ligger i den norra delen av landet, 240 km norr om huvudstaden Dhaka.
Trakten runt Rajarhat består till största delen av jordbruksmark. Runt Rajarhat är det mycket tätbefolkat, med 1 095 invånare per kvadratkilometer.